# 981

## Sự kiện
- Chiến tranh Tống - Việt năm 981: Đại Cồ Việt thời vua Lê Đại Hành đánh bại cuộc xâm lược của Đại Tống thời Tống Thái Tông, từ tháng 1 đến tháng 4 năm 981.